# Nuit bleue (expression)
Pour les articles homonymes, voir Nuit bleue (homonymie).
L'expression « nuit bleue » désigne une série d'attentats à l'explosif, simultanés ou se suivant dans un temps relativement limité (une même nuit).

## Dans le contexte de la guerre d'Algérie
L'expression est liée aux séries d'attentats perpétrés par l'Organisation armée secrète (OAS) pendant la guerre d'Algérie : lors de la « nuit bleue d'Alger » du 16 août 1961, 25 attentats eurent lieu ; la « nuit blanche » du 24 au 25 janvier 1962 vit 9 attentats se commettre au plastic à Paris afin de commémorer le deuxième anniversaire de la semaine des barricades d'Alger et visa en priorité des personnalités communistes ; des attentats contre des commerçants algériens dans les quartiers de Bab-El-Oued, la Casbah et Belcourt furent exécutés lors de la « nuit rouge » du 5 mars 1962, et ce dans le but de perturber les négociations d'Évian qui s'ouvriraient deux jours plus tard.
D'autres événements s'inscrivent dans la même démarche (liste non exhaustive) : 
- le 17 janvier 1962, l'immeuble du vice-président du Sénat, Geoffroy de Montalembert, est visé parmi d'autres explosions[5] ;
- le 7 février 1962, le domicile parisien d'André Malraux est ciblé et une enfant est blessée ; des manifestations ont lieu en réaction — malgré l'interdiction — et des violences policières provoquent 8 morts et 150 blessés[6].

## Dans d'autres conflits
Des années plus tard, l'expression est reprise pour désigner certaines actions du Front de libération nationale corse (FLNC) en Corse. On dénombre notamment la première « nuit bleue » le 4 – 5 mai 1976 puis celle du 31 mai 1976 à Paris (22 attentats) et du 19 août 1982, la plus violente de l'histoire du conflit (99 attentats). Début janvier 1991, une nouvelle flambée de violence revendiquée le FLNC rappelle les « nuits bleues » des décennies passées. Plus récemment, dans la nuit du  7 au 8 décembre 2012, 21 attentats, visant principalement des résidences secondaires sur l'île, sont qualifiés par le même vocable.
Cette expression est utilisée par Le Monde, a posteriori, s'agissant d'une série d'attentats du 31 mars 1955 menée dans les principales villes de Chypre par l'organisation armée indépendantiste EOKA, en référence à son logo bleu.
Revenant sur l'explosion de trois bombes le 3 juin 1985, Maurice Briand — député-maire de Guingamp à l'époque des faits — déclare : « Cette nuit […] nous l'avons appelée la nuit bleue ».
En 2019, selon le magazine d'extrême droite Valeurs actuelles citant une note du Service central du renseignement territorial, un groupe d'ultra-gauche nommé Nuits bleues 1312 aurait appelé les militants à commettre des actions violentes contre les forces de police dans la nuit du 13 au 14 décembre.